# Radcliffe Camera

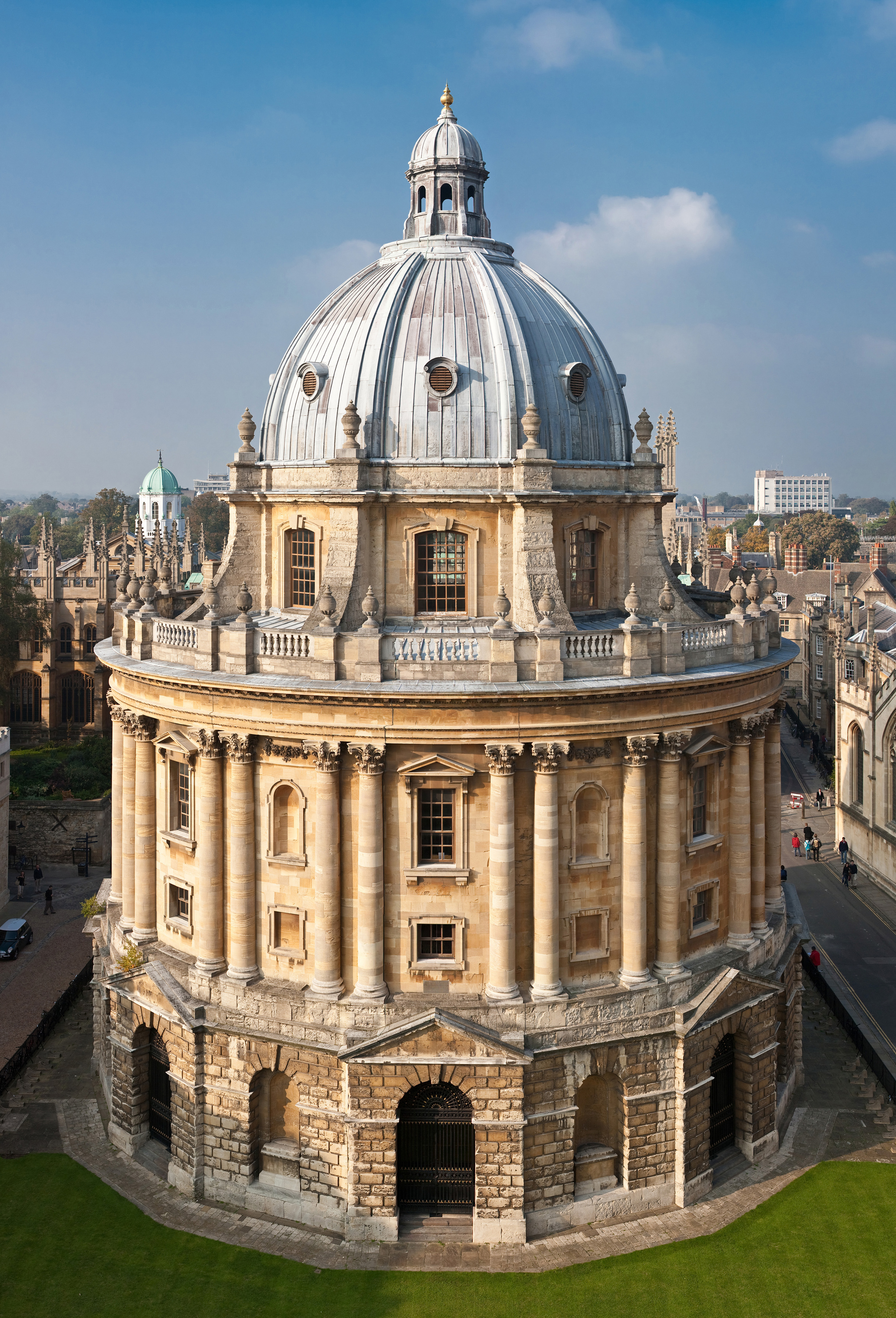
Radcliffe Camera

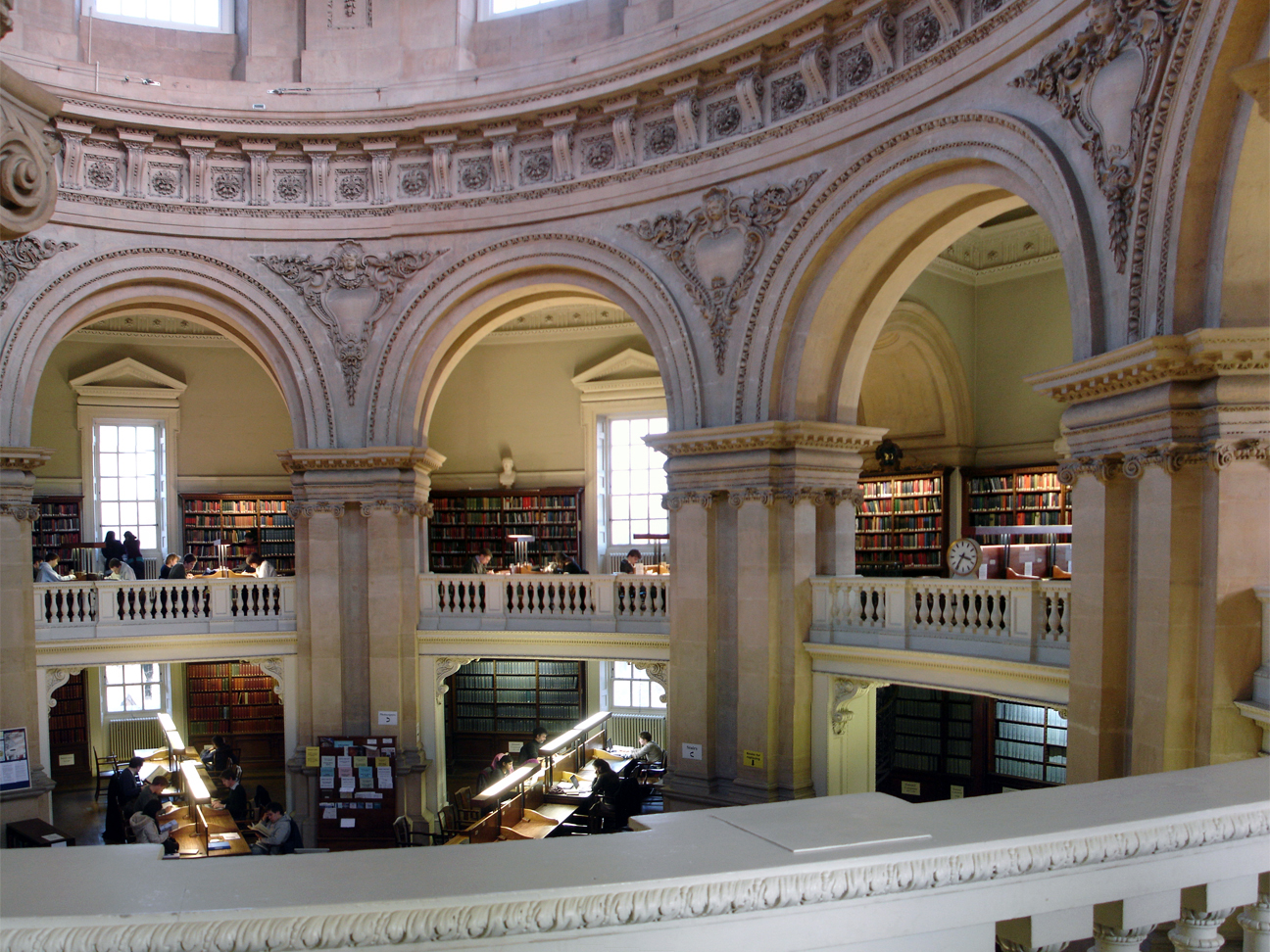
Upper Camera

Radcliffe Camera ist ein Gebäude aus dem 18. Jahrhundert in Oxford, England. Der Rundbau am Radcliffe Square nahe dem Stadtzentrum beherbergte ursprünglich eine Bibliothek und wird heute als Lesesaal verwendet.

## Geschichte
Die Idee für den Rundbau geht auf Nicholas Hawksmoor zurück, der aber 1736 verstarb, bevor die Arbeiten an der Bibliothek begannen. Auf Basis seiner Pläne wurde das Gebäude dann von James Gibbs in den Jahren 1737 bis 1749 erbaut.
Das Gebäude trägt den Namen seines Stifters Dr. John Radcliffe (1650–1714), des Leibarztes der Königin Anne. Er stellte für den Bau der Bibliothek 40.000 englische Pfund zur Verfügung. John Radcliffe war ebenfalls Stifter von Oxfords erstem Krankenhaus, dem Radcliffe Infirmary.
Camera stammt aus dem Lateinischen und bedeutet Raum, Gewölbe.
Seit 1860 ist die Radcliffe Camera Teil der Bodleian Library. Im Jahr 1927 wurde das zweistöckige Gebäude der Universität zur Nutzung überlassen. In ihm sind zwei Leseräume untergebracht, in denen Bücher der englischen Literatur und Geschichte eingesehen werden können.
Ein unterirdischer Gang in Richtung Norden verbindet die Radcliffe Camera seit 1912 mit einer weiteren Bibliothek der Universität und dient gleichzeitig als Lager- und Leseraum für Bücher und Zeitschriften der Politikwissenschaften.

## Heutige Nutzung
Der Zugang zum Lesesaal ist Studenten der Universität Oxford vorbehalten. Die untere der beiden Etagen wird Lower Camera bezeichnet, die obere Etage mit ihrer bemerkenswerten Bogengalerie Upper Camera. Das Gebäude, eingerahmt von der Bodleian Library und der University Church of St Mary the Virgin, ist eine der Hauptattraktionen und meistfotografierten Bauwerke Oxfords.